# Болеслав
Болеслав — славянское мужское имя, распространённое в Восточной Европе. Означает «прославленный». Имя входило в антропонимикон правящей династии Пястов (короли Болеслав I — V, Болеслав I — V Мазовецкие и др.), также использовалось знатью. Женский вариант имени — Болеслава. Наблюдения за историей перехода этого имени между славянскими династиями при династических союзах породило гипотезу о том, что существовал определённый контролируемый пул династических имён.

## История
Болеслав — одно из любимых династических имён у Пястов. Имя перешло в династию через династический брак первого князя Польши Мешко I и дочери чешского князя из династии Пржемысловичей Дубравки, чьи отец и брат носили имя Болеслав.
Пясты были близкими союзниками и противниками Рюриковичей. Между династией Пястов и Рюриковичами установились многочисленные родственные связи, в частности, за польских князей были выданы замуж старшие родственницы Святослава Всеволодовича как со стороны матери, по линии Владимира Мономаха, так и со стороны отца, по линии Черниговских князей. Наблюдение за историей перехода имени Болеслав между этими княжескими родами выявило, что в династии Рюриковичей это имя в мужском варианте не встречается, но у князя Святослава Всеволодовича была дочь по имени Болеслава, ставшая женой князя Владимира Ярославича. Весьма вероятно, что Болеслава Святославна получила свое имя в честь кого-либо из польской родни. Это наблюдение привело к выводу, что возможность подобного регулируемого обмена именами демонстрирует наличие некоторого общеславянского фонда пригодных для знати имён. Другим примером распределения мужских и женских вариантов имён, когда, наоборот, женское имя становится династическим, а мужское не употребляется как династическое, может быть имя Сбыслава.